# Nijel Amos
Nijel Amos (* 15. März 1994 in Marobela) ist ein botswanischer Mittelstreckenläufer, der sich auf den 800-Meter-Lauf spezialisiert hat.

## Sportliche Laufbahn
Erste internationale Erfahrungen sammelte Nijel Amos bei den Juniorenafrikameisterschaften 2011 in Gaborone, bei denen er die Bronzemedaille über 800 Meter gewann. Daraufhin nahm er an den Jugendweltmeisterschaften in Lille teil und belegte dort im Finale den fünften Platz. Im Juni 2012 verbesserte er in Mannheim mit 1:43,11 Minuten den botswanischen Rekord über 800 Meter. Zugleich war es die zweitschnellsten Zeit, die jemals ein Jugendlicher lief. Bei den Juniorenweltmeisterschaften in Barcelona gewann Amos Gold über die gleiche Distanz und stellte einen neuen Meisterschaftsrekord von 1:43,79 min auf. Bei den Olympischen Spielen 2012 in London gewann Amos überraschend die Silbermedaille hinter Olympiasieger und Weltrekordler David Lekuta Rudisha. Es war die erste olympische Medaille für sein Land Botswana. Dabei stellte er mit 1:41,73 min einen neuen Juniorenweltrekordauf und unterbot mit 18 Jahren als jüngster und als erst fünfter Läufer überhaupt die Zeit von 1:42 Minuten.
Bei der Sommer-Universiade 2013 in Kasan siegte Amos im 800-Meter-Lauf, ein Jahr später gewann er Gold über dieselbe Distanz bei den Commonwealth Games in Glasgow. Auch bei den Afrikameisterschaften in Marrakesch siegte er über 800 Meter sowie mit der botswanischen 4-mal-400-Meter-Staffel. 2015 qualifizierte er sich für die Weltmeisterschaften in Peking, bei denen er mit 1:47,96 min im Halbfinale ausschied. Er trat auch mit der botswanischen Stafette an und stellte im Vorlauf einen neuen Landesrekord von 2:59,95 min auf, qualifizierte sich damit aber nicht für das Finale. Zum Ende der Saison gewann er bei den Afrikaspielen in Brazzaville die Goldmedaille über 800 Meter sowie die Silbermedaille mit der Staffel. 2016 verteidigte er bei den Afrikameisterschaften in Durban seinen Titel und qualifizierte sich erneut für die Olympischen Sommerspiele in Rio de Janeiro, bei denen er überraschend mit 1:50,96 min in der ersten Runde ausschied.
2017 erfolgte die Teilnahme an den Weltmeisterschaften in London, bei denen er im Finale über 800 Meter in 1:45,83 min den fünften Platz belegte. Zudem schied er mit der botswanischen 4-mal-400-Meter-Staffel mit 3:06,50 min im Vorlauf aus. 2018 nahm Amos erneut an den Commonwealth Games im australischen Gold Coast teil und belegte dort im Finale in 1:48,45 min den achten Platz. Im August siegte er in 1:45,20 min ein weiteres Mal bei den Afrikameisterschaften in Asaba und wurde dann beim Continentalcup in Ostrava in 1:46,77 min Dritter hinter dem Kenianer Emmanuel Korir und Clayton Murphy aus den Vereinigten Staaten. Im Jahr darauf siegte er zum Auftakt der Diamond League in 1:44,29 min in Doha und wurde dann bei der Golden Gala in 1:43,65 min Zweiter. Er siegte dann mit 1:45,57 min in Rabat und in 1:41,89 min beim Herculis in Monaco und wurde bei Weltklasse Zürich nach 1:42,98 min Zweiter. 2021 siegte er in 1:42,91 min beim Herculis und startete anschließend bei den Olympischen Spielen in Tokio und gelangte dort mit 1:46,41 min im Finale auf Rang acht. Im Juli 2022, kurz vor den Weltmeisterschaften in Eugene, wurde Amos bei einem Dopingtest positiv auf GW1516 getestet und anschließend für drei Jahre gesperrt.
2014 wurde Amos botswanischer Meister im 400-Meter-Lauf. In den Jahren 2014 und 2015 sowie 2017 gewann er das IAAF Diamond Race. Er ist Absolvent der Nordwest-Universität in Potchefstroom.

## Persönliche Bestleistungen
- 400 Meter: 44,99 s, 16. Juli 2019 in Padua
- 800 Meter: 1:41,73 min, 9. August 2012 in London (botswanischer Rekord)